# Veere (Saaremaa)
Koordinaten: 58° 30′ N, 23° 5′ O
Veere ist ein Dorf (estnisch küla) auf der größten estnischen Insel Saaremaa. Es gehört zur Landgemeinde Saaremaa (bis 2017: Landgemeinde Pöide) im Kreis Saare. Veere ist nicht zu verwechseln mit Veeremäe, das ebenfalls auf der Insel Saaremaa liegt und bis 2017 Veere hieß.
Das Dorf hat 24 Einwohner (Stand 31. Dezember 2011).